# Real Saragossa
Real Saragossa (spanisch Real Zaragoza) ist ein spanischer Fußballverein aus Saragossa in Aragonien. Er wurde am 18. März 1932 gegründet und absolvierte bisher 58 Spielzeiten in der Primera División. Zweimal konnte der Verein einen Europapokal gewinnen: 1964 den Messestädte-Pokal, einen Vorläufer der heutigen UEFA Europa League, und 1995 den Europapokal der Pokalsieger. Sechsmal gewann Real Saragossa zudem den spanischen Pokal. Spielstätte des Vereins ist das La Romareda, das knapp 34.000 Zuschauern Platz bietet. Seit 2013 spielt Real Saragossa in der Segunda División, der zweiten spanischen Liga.

## Vereinsgeschichte

### Gründung
Der Verein Real Saragossa entstand 1932, als die Clubs Iberia S.C. und der unter verschiedenen Namen bekannte Club Zaragoza FC, die beiden bestimmenden Fußballvereine in Saragossa, fusionierten. Der neue Verein durfte sich Real Saragossa nennen, da der Club Zaragoza sich 1925 mit einem Verein namens Stadium vereinigt hatte. Dieser wiederum hatte 1922 das königliche Privileg erhalten, sich Real Sociedad Atlética Stadium nennen zu dürfen.

### Stadion

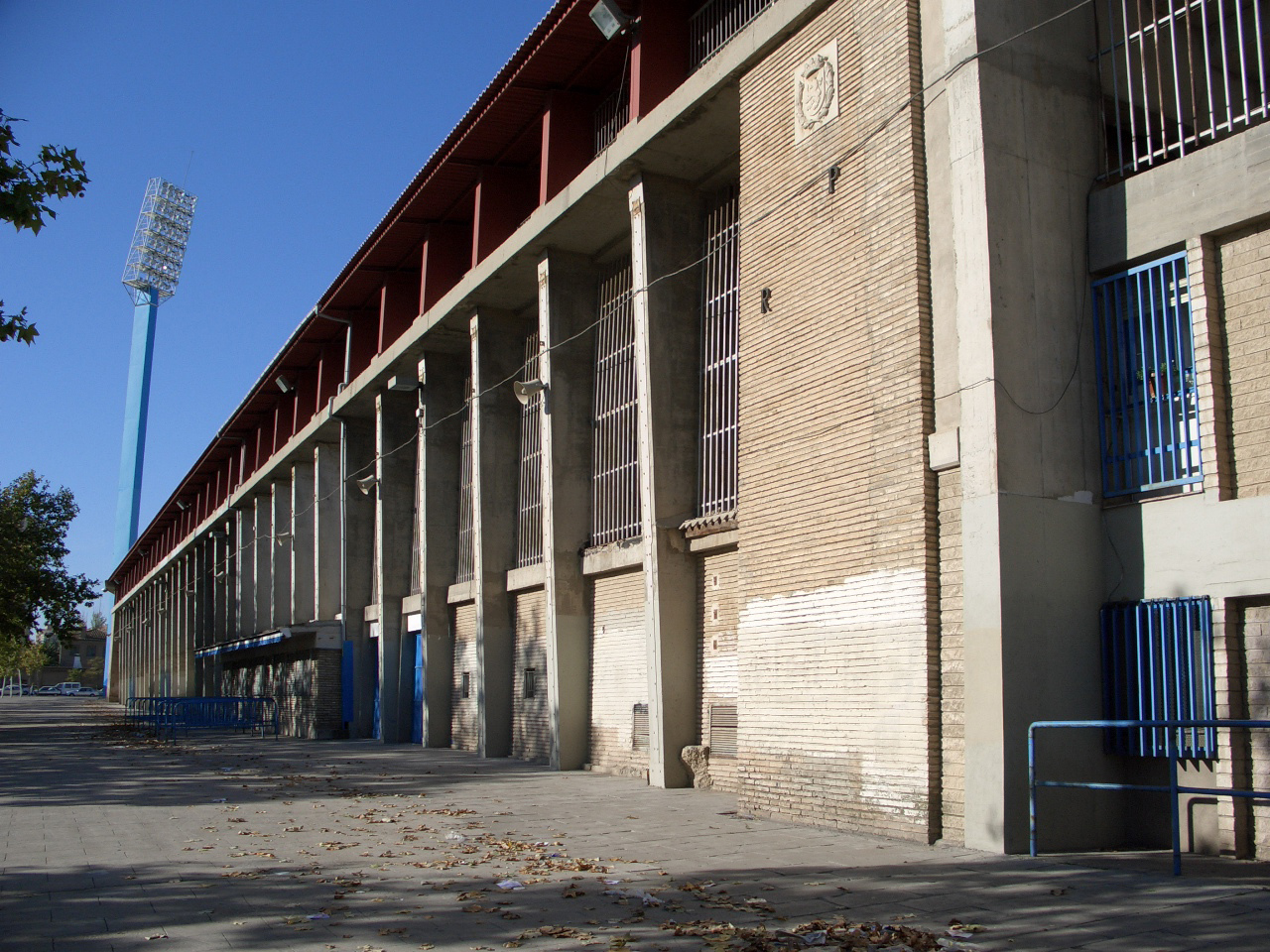
Seitenansicht des Stadions

Bis 1957 spielte man im alten Torrero-Stadion. Das von Francisco Riestra entworfene Stadion La Romareda, das seit 1994 ein reines Sitzplatzstadion für mittlerweile 33.608 Zuschauer ist, wurde nach neun Monaten Bauzeit am 8. September 1957 mit dem Spiel Real Saragossa gegen CA Osasuna (Endstand 4:3) eingeweiht. Bei der Fußball-Weltmeisterschaft 1982 fanden hier drei Vorrundenspiele statt. Für die erfolglose Kandidatur der Pyrenäen-Stadt Jaca um die Austragung der Olympischen Winterspiele 2014 war das Romareda-Stadion als Olympiastadion vorgesehen.
Nach mehrjährigen Beratungen über einen Stadionneubau legte die Stadt Saragossa im Juni 2004 fest, dass am Standpunkt des Romareda-Stadions ein neues Stadion für 40.000 Zuschauer entstehen sollte. Geplant war, bis etwa 2007 in zwei Phasen jeweils die Hälfte der Tribünen zu erneuern. Am 17. März 2006 entschied ein Gericht einen Rechtsstreit gegen den Stadionbauplan, so dass die Bauarbeiten an dem Tag, an dem sie begonnen wurden, wieder eingestellt werden mussten. 
Am 7. Juli 2024 begannen die Abrissarbeiten am alten La Romareda. Bis Ende 2027/Anfang 2028 soll die Errichtung des Nueva Romareda, in mehreren Phasen, andauern. Zur Saison 2025/26 soll für insgesamt 14,3 Millionen Euro ein temporäres Stadion mit 20.000 Plätzen als Ausweichspielstätte gebaut werden. Ebenfalls im Juli des Jahres gab der Verband RFEF eine neue Liste mit elf Spielstädten bekannt, zu der auch Saragossa gehört. Die neue Heimat von Real Saragossa soll 43.184 Sitzplätze bieten. Das Budget für den vom Architekten César Azcárate und IDOM entworfenen Bau liegt bei 148,562 Mio. Euro.

### Umwandlung in eine Sport-AG
1992 wurde Real Zaragoza als erster spanischer Fußballverein in eine Sport-Aktiengesellschaft (Sociedad Anónima Deportiva, S.A.D.) umgewandelt, 51 % der Aktien erwarb der Matratzenfabrikant Alfonso Soláns Serrano. Er übernahm auch die Präsidentschaft, die er vom langjährigen Präsidenten José Ángel Zalba (1971–78, 1988–92) übernahm. 1996 übergab er diese an seinen Sohn Alfonso Soláns Soláns. Dieser verkaufte Ende Mai 2006 sein Aktienpaket, das etwa 86 % umfasste, an Agapito Iglesias, den Besitzer von Codesport, einem in Saragossa ansässigen Unternehmen der Bau-, Immobilien- und Logistikbranche. Neuer Präsident von Real Saragossa wurde daraufhin Eduardo Bandrés, der dafür sein Amt als Wirtschaftsminister der Autonomen Region Aragonien aufgab. Am 30. Dezember 2008 trat Bandrés zurück, Mehrheitsaktionär Iglesias übernahm selbst das Präsidentenamt.
Seit April 2022 hat der Verein mit einer Gruppe amerikanischer Investoren unter der Führung von Jorge Mas Santos, Miteigentümer von Inter Miami, einen neuen Besitzer.

## Sportlicher Werdegang
Nach drei ein- und zweijährigen Gastspielen in den 1940er und 1950er Jahren gehörte der Verein seit der Saison 1956/57 beinahe ununterbrochen der Primera División an. Auf Abstiege in den Spielzeiten 1970/71, 1976/77, 2001/02 und 2007/08 folgten jeweils direkte Wiederaufstiege. Seit dem Abstieg in der Saison 2012/13 spielt Real Saragossa in der zweiten Liga, der Segunda Division und scheiterte dreimal in den Aufstiegsplayoffs. In der ewigen Tabelle der Primera División belegt Saragossa nach Punkten und nach Ligazugehörigkeit den neunten Platz.

### Vor 1957: Gastspiele in der Primera División
In den 1940er und 1950er Jahren spielte Saragossa einige Jahre in der ersten Liga, stieg aber meistens direkt wieder ab.

### 1957–1966: Etablierung in der ersten Liga und Titelgewinne mitLos Magníficos
Mitte der 1960er Jahre erlebte Real Saragossa mit dem Team der „Glorreichen“ (span. Los Magníficos, nach dem Film „Die glorreichen Sieben“) eine der erfolgreichsten Perioden der Vereinsgeschichte. Die Mannschaft um die Stürmer Canario, Santos, Marcelino, Villa und Lapetra stand viermal in Folge im spanischen Pokalfinale, das sie 1964 und 1966 gewann und 1963 und 1965 verlor. 1964 gewann Real Saragossa auch den Messepokal.

### 1966–1978: Wechselvolle Jahre zwischen Abstieg und Vizemeisterschaft
Mitte der 1970er Jahre verpflichtete Real Saragossa mehrere Nationalspieler aus Paraguay wie Felipe Santiago Ocampos und Saturnino Arrúa. Diese Spielergeneration, unter dem Wortspiel Los Zaraguayos in die Vereinsgeschichte eingegangen, wurde in der Saison 1974/75 Vizemeister und verlor 1976 das Pokalfinale.

### 1978–1991: Ununterbrochene Erstklassigkeit und Pokalgewinn
1986 gewann Real Saragossa durch einen 1:0-Sieg gegen den FC Barcelona den spanischen Pokal zum dritten Mal. Das entscheidende Tor erzielte Rubén Sosa.

### 1991–1997: Die Ära Víctor Fernández
1991 begann durch den Rücktritt des Trainers Ildo Maneiro die Epoche unter Víctor Fernández. Dieser hatte zuvor die Filiale Deportivo Aragón trainiert, wurde mit 30 Jahren zu Maneiros Nachfolger ernannt und konnte den drohenden Abstieg abwenden, weshalb aus der Interimslösung ein Engagement wurde, das bis November 1997 andauern sollte.
Unter Führung von Fernández gewann Real Saragossa 1994 den spanischen Pokal und in der darauffolgenden Saison seine zweite internationale Trophäe, den Europapokal der Pokalsieger. Im Finale gegen den FC Arsenal überwand Nayim in der 120. Minute mit einer Bogenlampe aus 45 Metern den englischen Nationaltorhüter David Seaman und erzielte damit das entscheidende 2:1.

### 1997–2004: Pokaltriumphe und Zweitklassigkeit
Nach dem Ende der Ära Fernández war eine Verjüngung der Mannschaft notwendig. Unter Trainer Chechu Rojo wurden unter anderem Paco Jémez und Torwart Juanmi zu jungen spanischen Nationalspielern. 1998 verpflichtete man den Jugoslawen Savo Milošević von Aston Villa, der in zwei Spielzeiten 38 Tore erzielte, bevor er 2000 zum AC Parma wechselte. Von Januar bis Juni 2002 spielte Milošević nochmals für Saragossa. Real Saragossa gewann trotz nur durchschnittlicher Ligaplatzierungen und eines Abstiegs in der Saison 2001/02 2001 und 2004 erneut den spanischen Pokal.

### 2004–2013: Pokalfinale, Mittelmaß in der Liga und weitere Abstiege
Zum Auftakt der Folgesaison 2004/05 gewann die Mannschaft darüber hinaus den spanischen Superpokal gegen den FC Valencia.
In der Saison 2005/06 wurde Saragossa nur Elfter in der Liga. Die Pokalsaison verlief hingegen deutlich erfolgreicher: Im Achtelfinale besiegte man Atlético Madrid, im Viertelfinale setzte sich die Mannschaft vor allem durch einen 4:2-Heimsieg im Hinspiel gegen den FC Barcelona durch und erreichte das Halbfinale. Im Halbfinalhinspiel schlug Saragossa Real Madrid durch vier Tore von Diego Milito, der in der ersten Halbzeit einen Hattrick erzielte, und einen Doppelpack von Ewerthon historisch mit 6:1. Eine deutliche 0:4-Niederlage im Rückspiel genügte somit zum Finaleinzug. Das Finale ging allerdings gegen Espanyol Barcelona mit 1:4 verloren. Mit insgesamt acht Treffen wurde Ewerthon Torschützenkönig der Pokalsaison, Milito belegte mit sechs Toren den zweiten Rang.
Zur Saison 2006/07 verpflichtete der neue Vereinsbesitzer Agapito Iglesias den Erfolgscoach der 1990er Jahre, Víctor Fernández als Trainer. Außerdem wurden neue Spieler transferiert, unter anderem Mittelfeldregisseur Pablo Aimar vom FC Valencia. Am Ende der Saison belegte Saragossa den 6. Platz in der Primera División, die beste Platzierung seit der Jahrtausendwende und qualifizierte sich für den UEFA-Cup. Doch anstelle einer Etablierung im Europapokal war die folgende Saison 2007/08 von mehreren Trainerwechseln geprägt und endete mit dem Abstieg in die Zweitklassigkeit. Am 13. Januar 2008 wurde Trainer Fernández nach unzureichenden Resultaten in der Liga und dem Ausscheiden Saragossas in der ersten Runde des UEFA-Pokals gegen Aris Saloniki entlassen, womit seine zweite Amtszeit deutlich kürzer war als die erste. Sein Nachfolger wurde Ander Garitano, der von 1996 bis 2002 für Saragossa als Mittelfeldspieler aufgelaufen war. Garitano trat jedoch bereits nach rund zehn Tagen aufgrund von Differenzen mit der Vereinsführung bezüglich Spielmacher Andrés D’Alessandro als Trainer zurück. Der Versuch, mit dem erfahrenen Trainer Javier Irureta die Situation zu beruhigen, scheiterte ebenfalls, obwohl D’Alessandro in der Folgezeit zu CA San Lorenzo de Almagro nach Argentinien transferiert wurde. Irureta beendete sein Engagement als Trainer nach nur einem Sieg aus sechs Spielen wieder. Sein Nachfolger wurde Manuel Villanova, der zuvor SD Huesca trainiert hatte, doch auch dieser konnte keine positive Trendwende bewirken. Durch eine 2:3-Niederlage gegen RCD Mallorca am letzten Spieltag wurde der Abstieg in die Segunda División besiegelt. Nach dem Abstieg verließen mehrere Spieler den Verein,  darunter Pablo Aimar, der zu Benfica Lissabon wechselte.
Zur Saison 2008/09 wurde Marcelino García Toral Trainer in Saragossa. Nach einem missglückten Saisonstart mit nur zwei Punkten aus drei Spielen steigerte die Mannschaft ihre Punkteausbeute deutlich und war fortan am Aufstiegskampf beteiligt. Nachdem die Mannschaft seit dem 34. Spieltag in der Tabelle einen Aufstiegsplatz belegt hatte, konnte am vorletzten Spieltag durch einen 3:1-Sieg über den FC Córdoba der direkte Wiederaufstieg gefeiert werden. Einen wesentlichen Anteil daran hatte Stürmer Ewerthon, der mit 28 Toren Vize-Torschützenkönig hinter Nino von Mitaufsteiger CD Teneriffa wurde.
Im August 2009 verpflichtete Saragossa den ehemaligen Bundesligaprofi Gerhard Poschner als neuen Generaldirektor. Die Spielzeit 2009/10 begann mit einem 1:0-Auftaktsieg gegen Teneriffa nach Maß. Nachdem Saragossa das erste Drittel der Saison im Tabellenmittelfeld zugebracht hatte, rutschten die Aragoner durch eine 1:2-Heimniederlage am 14. Spieltag gegen Athletic Bilbao erstmals auf einen Abstiegsrang. Den Rest der Saison verbrachte man im Abstiegskampf und konnte die Klasse erst am vorletzten Spieltag halten. Nach nur einer Saison verließ Poschner den Verein wieder.
In der zweiten Erstligasaison seit dem Wiederaufstieg stecke Saragossa von Beginn an im Abstiegskampf und war am 5. sowie zwischen dem 7. und dem 16. Spieltag insgesamt an elf Spieltagen Schlusslicht. Nach vier Siegen aus den fünf Partien konnte sich der Club zwischenzeitlich etwas Luft verschaffen, stand aber an 24. Spieltag wieder auf einem Abstiegsplatz. Nach dem 37. Spieltag befand sich die Mannschaft trotz eines wichtigen 1:0-Heimerfolges gegen Espanyol noch auf einem Abstiegsrang. Saragossa hatte aber aufgrund einer günstigen Konstellation im Tabellenkeller die Möglichkeit, sich durch einen Auswärtssieg bei UD Levante aus eigener Kraft zu retten. Am letzten Spieltag konnten noch insgesamt sechs Teams in die Segunda División absteigen. In einer engen Partie gegen Levante erzielte Gabi einen Doppelpack zur zwischenzeitlichen 2:0-Führung. Da Cristhian Stuani in der 81. Minute auf 1:2 verkürzte, wurde es in der Schlussphase noch einmal spannend, Saragossa konnte den Vorsprung aber verteidigen. Durch eine 0:2-Heimpleite gegen Valencia stieg stattdessen Deportivo La Coruña ab.
Die Saison 2011/12 begann für Saragossa mit einem 0:6-Heimniederlage gegen Real Madrid, bei der Cristiano Ronaldo drei Treffer für die Madrilenen erzielte. Die Partie am ersten Spieltag gegen Levante war aufgrund eines Spielerstreiks verschoben worden. Den ersten Saisonsieg konnte die Mannschaft am 4. Spieltag beim 2:1-Heimerfolg über Espanyol Barcelona feiern, bei dem Neuzugang Luis García einen Doppelpack erzielte. Da Saragossa in den nächsten 13 Ligaspielen jedoch nur ein weiteres Mal gewinnen konnte, fand man sich vor der Winterpause mit fünf Punkten Rückstand auf den rettenden 17. Rang auf dem letzten Tabellenplatz wieder. Nach einem 1:1 im Hinspiel und einer 0:2-Heimniederlage im Pokal gegen den Zweitligisten Alcorcón, die das Ausscheiden bedeutete, war zudem Trainer Aguirre entlassen worden. Sein Nachfolger wurde Manolo Jiménez, der aber zunächst auch nur zwei Punkte aus seinen ersten fünf Spielen holen konnte. Den ersten Sieg der Rückrunde feierte die Mannschaft wie in der Hinserie gegen Espanyol. Nach einer 1:5-Pleite beim FC Málaga am 25. Spieltag betrug der Rückstand auf einen Nichtabstiegsplatz aussichtslose zwölf Zähler. Doch am nächsten Spieltag begann eine positive Trendwende: Saragossa fuhr durch zwei späte Treffer von Luis García und Abraham Minero einen wichtigen 2:1-Erfolg gegen den FC Villarreal ein. Durch drei Siege in Serie, nämlich ein 2:1-Erfolg gegen Champions-League-Anwärter Valencia, bei dem Mittelfeldmann Apoño mit einem Doppelpack das Spiel drehte, ein 1:0-Sieg gegen Atlético Madrid, bei dem er einen Elfmeter in der Nachspielzeit verwandelte und ein Last-Minute-Sieg gegen Abstiegskonkurrent Gijón konnte Saragossa den wenige Spieltage zuvor noch zwölf Punkte betragenden Rückstand auf vier Punkte verkürzen. Nach zwei darauf folgenden Niederlagen betrug dieser sechs Spiele vor Schluss allerdings wieder sieben Punkte und vier Spieltage vor Saisonende immer noch sechs Zähler. Nach drei knappen Siegen, darunter einem 1:0-Erfolg im Nachholspiel gegen Levante belegte Saragossa vor dem letzten Spieltag mit Platz 18 zwar weiterhin einen Abstiegsrang, da die direkten Konkurrenten Granada und Rayo Vallecano jedoch gegeneinander spielten, hatte man die Möglichkeit, sich durch einen Sieg gegen Getafe aus eigener Kraft zu retten. In der entscheidenden Partie am 13. Mai 2012 stand es trotz eines frühen gegnerischen Platzverweises bis zur 57. Minute 0:0, als mit Miguel Torres ein weiterer Gegenspieler vom Platz flog und Saragossa einen Handelfmeter zugesprochen bekam, den Apoño zur 1:0-Führung verwandelte. In der hitzigen Schlussphase wurden mit Saragossas Joker Tomislav Dujmović und Getafes Miku Fedor zwei weitere Spieler des Feldes verwiesen. Schließlich erzielte Hélder Postiga in der Nachspielzeit mit einem Distanzschuss den 2:0-Endstand, der den Klassenerhalt bedeutete. Den Gang in die 2. Liga musste der FC Villarreal antreten, der in der Schlussphase den entscheidenden Gegentreffer gegen Atlético kassiert hatte. Saragossa belegte mit zehn Siegen den vierten Platz der Rückrundentabelle; einen Rückstand von zwölf Punkten hatte zuvor noch kein spanisches Erstligateam aufgeholt. Bester Torschütze des Vereins wurde Postiga mit neun Ligatreffern.
Das Auftaktspiel der Saison 2012/13 verlor Saragossa im La Romareda mit 0:1 gegen Aufsteiger Valladolid. Am nächsten Spieltag glückte der erste Saisonsieg, bei dem Postiga in der Schlussphase den 2:1-Siegtreffer erzielte. Nach dem elften Spieltag stand Saragossa nach einem 5:3-Heimsieg trotz 0:2-Rückstand über Deportivo La Coruña mit 15 Punkten auf dem zehnten Tabellenplatz. Nach der Hinrunde belegte die Mannschaft Rang 12, der Vorsprung auf die Abstiegsplätze betrug fünf Zähler. Im Gegensatz vor Vorsaison schaffte der Verein es nach Siegen über Granada und Levante diesmal, im Pokal zu überwintern. Im Viertelfinale der Copa del Rey schied man allerdings klar gegen den FC Sevilla aus. In der Liga konnte Saragossa die ersten 13 Partien der Rückrunde nicht gewinnen und stand deshalb sechs Spieltage vor Schluss als Tabellenletzter da, nachdem die Aragoner einen Spieltag vorher das erste Mal überhaupt in der Saison auf einem Abstiegsplatz gestanden hatten. Trotz der Negativserie hielt man im Unterschied zu vorherigen Spielzeiten an Trainer Jiménez fest, der letzte Saison sensationell den Klassenerhalt ermöglicht hatte. Durch einen Last-Minute-Sieg über RCD Mallorca und einen klaren 3:0-Erfolg gegen Rayo stand Saragossa zwei Wochen später wieder mit einem Punkt Vorsprung auf einem Nichtabstiegsrang. Am 36. Spieltag verlor die Mannschaft durch einen Hackentreffer von Ibai in der Nachspielzeit zuhause mit 1:2 gegen Athletic Bilbao, nachdem man bis zur 81. Minute in Führung gelegen hatte. Trotz einer darauffolgenden 0:4-Klatsche gegen Betis war Saragossa vor dem letzten Spieltag rechnerisch noch nicht abgestiegen, die Mannschaft musste jedoch beim Saisonfinale mehr Punkte holen als die Abstiegskonkurrenten Celta Vigo und Deportivo La Coruña. Vor heimischer Kulisse stand es im entscheidenden Spiel gegen Atlético Madrid bis zur 84. Minute 0:0, ehe Arda Turan die Führung für die Hauptstädter besorgte, die Postiga jedoch fünf Minuten später egalisierte und die Mannschaft von Trainer Jiménez wieder hoffen ließ. Celta Vigo führte im Parallelspiel bereits seit der Anfangsphase knapp mit 1:0. Saragossa geriet jedoch direkt nach dem Ausgleichstreffer durch ein Tor von Diego Costa wieder in Rückstand; den 1:3-Endstand besorgte ebenfalls Diego Costa. Da Celta die knappe Führung über die Zeit bringen konnte, hätte auch ein Sieg Saragossas nicht zum Klassenerhalt gereicht. Die Mannschaft war damit nach vier Jahren Erstklassigkeit als Tabellenletzter zum achten Mal in die zweite Liga abgestiegen. Dabei belegte Saragossa mit nur zwei Siegen und zwölf Punkten abgeschlagen den letzten Platz der Rückrundentabelle, wohingegen noch in der Vorsaison die Aufholjagd der Rückrunde den Klassenerhalt gesichert hatte. Top-Torjäger Postiga, der immerhin 14 Treffer erzielt hatte, konnte wie andere Spieler nicht gehalten werden und wechselte für drei Millionen Euro Ablösesumme zum FC Valencia. Trainer Jiménez verließ Saragossa nach seinem Rücktritt ebenfalls, als sein Nachfolger wurde Paco Herrera bekanntgegeben.

### Seit 2013: Gegenwart in der Segunda División
Nach einer schwachen ersten Saison 2013/14 in der Zweitklassigkeit, die auf dem 14. Tabellenplatz beendet wurde und existenzbedrohenden finanziellen Problemen scheiterte Real Saragossa im Folgejahr 2015 nur knapp an der Rückkehr in die höchste spanische Spielklasse. Der sechste Tabellenplatz bedeutete die Teilnahme am Aufstiegsturnier. Dort verlor man das Halbfinalhinspiel daheim deutlich mit 0:3 gegen den Girona. Da Saragossa das Rückspiel in Katalonien jedoch mit 4:1 gewann, erreichte der Verein aufgrund der Auswärtstorregel doch noch das Finale der Play-offs. Einem 3:1-Sieg gegen UD Las Palmas im heimischen Stadion folgte eine bittere 0:2-Niederlage im Rückspiel auf Gran Canaria, womit Real Saragossa aufgrund der Auswärtstorregel den Aufstieg in die Primera División verpasste.
Die Saison 2015/16 beendete der Verein punktgleich hinter dem Lokalrivalen CA Osasuna auf dem 8. Platz und verspielte dabei am letzten Spieltag durch eine 2:6-Auswärtsniederlage gegen die schon abgestiegenen Mannschaft von UE Llagostera die Qualifikation für die Aufstiegs-Play-offs. CA Osasuna konnte sich in den Play-offs durchsetzen und stieg in die erste Liga auf. 2016/17 geriet Real Saragossa in den Abstiegskampf und beendete die Saison auf Platz 16. Die nächste Saison begann ähnlich schwach: Nach der Hinrunde belegte das Team Rang 17 und war nur drei Punkte von den Abstiegsrängen entfernt. Durch eine enorme Leistungssteigerung in der Rückrunde, in der Saragossa 15 von 21 Spielen für sich entscheiden und mehr Punkte als alle anderen Mannschaften holen konnte, stand der Club am Ende der Saison 2017/18 auf dem 3. Tabellenplatzes und erreichte erneut die Qualifikation für die Aufstiegs-Play-offs. Dort schied das Team aber im Halbfinale nach einem 1:1 im Hinspiel und einer 1:2-Niederlage im Rückspiel gegen den Sechstplatzierten CD Numancia aus.
Für die folgende Spielzeit 2018/19 wurde mit Imanol Idiakez ein neuer Trainer verpflichtet. Dieser wurde jedoch schon im Oktober durch Lucas Alcaraz ersetzt, der zwei Monate später entlassen wurde. Erfolgstrainer Víctor Fernández wurde das dritte Mal unter Vertrag genommen und führte die Mannschaft am Ende der Saison auf den 15. Platz. Die zweite Spielzeit unter Fernández verlief deutlich besser und Saragossa konnte sich durch einen 3. Tabellenplatz am Saisonende 2019/20 für die Aufstiegs-Play-offs qualifizieren. Dafür war insbesondere die Auswärtsstärke der Mannschaft maßgeblich: Die Mannschaft hatte in der Fremde die beste Punkteausbeute aller Teams und holte auswärts mehr Punkte als im heimischen Stadion La Romareda. Im Halbfinale der Aufstiegsrunde musste man sich nach einem torlosen Hinspiel dem Saisonsechsten FC Elche nach einer 0:1-Niederlage geschlagen geben, dem anschließend der Aufstieg gelang. Die Folgesaison 2020/21 beendete der Verein auf dem 15. Tabellenplatz, 2021/22 wurde man Zehnter. La Romareda ist mit einer Kapazität von 33.608 Plätzen in der Saison 2022/23 das größte Stadion der Segunda División.
Für die Spielzeit 2023/24 konnte sich Real Saragossa unter anderem mit Maikel Mesa von Albacete und Sergi Enrich von Real Oviedo verstärken, außerdem wurde Manu Vallejo von Girona ausgeliehen. Dafür verzeichnete man die Abgänge der Mittelfeldspieler Manu Molina zu Málaga und Valentín Vada zu Rubin Kasan. Verabschiedet wurde obendrein Vereinslegende Alberto Zapater, der zu Atlético Ottawa in die kanadische Premier League wechselte. Die Saison begann vielversprechend: Nach fünf Siegen aus den ersten fünf Spielen stand man an der Tabellenspitze der Segunda División. Am achten Spieltag musste Saragossa die Tabellenführung nach einer 0:1-Heimniederlage gegen CD Mirandés durch ein spätes Eigentor von Jair Amador abgeben und konnte sie danach nicht wieder zurückerobern. Nach dem 9. Spieltag stand man nach einem 1:0-Auswärtssieg beim FC Andorra letztmalig in dieser Saison auf einem direkten Aufstiegsplatz. Nach acht sieglosen Sielen und dem Erstrunden-Pokalaus gegen den fünftklassigen Gegner aus Atzeneta d’Albaida wurde Trainer Fran Escribá entlassen und Julio Velázquez als sein Nachfolger vorgestellt. Am Ende der Hinrunde stand der 14. Platz zu Buche. Nach sieben ungeschlagenen Ligapartien in Folge rückte der Verein in der Rückrunde bis zum 25. Spieltag nochmal an die Aufstiegsplätze heran, kam dabei aber nicht über den 10. Tabellenplatz hinaus und rutsche wieder auf den 15. Rang ab. Am 11. März 2024 wurde Trainer Velázquez entlassen und Víctor Fernández kehrte für eine vierte Amtszeit zu Los Maños zurück. Unter seiner Leitung beendete Saragossa die Saison mit 51 Punkten und sechs Punkten Vorsprung auf dem 13. Platz. 
Zur Saison 2024/25, mittlerweile der zwölften zweitklassigen in Folge, konnte der Kader mit dem Nachwuchsstürmer Samed Baždar von Partizan Belgrad verstärkt werden, der für 1,5 Mio. € an den Ebro wechselte. Außerdem wurde der Kader mit Stürmer Mario Soberón, Innenverteidiger Bernardo Vital und dem albanischen Nationalspieler Keidi Bare verstärkt. Dafür wurde Eigengewächs Alejandro Francés für 3 Mio. € an Champions-League-Teilnehmer Girona verkauft. Auch die Stammspieler Maikel Mesa, Jaume Grau und Fran Gámez verließen den Verein. Wie in der Vorsaison starteten die Aragonier gut in die Saison und belegten zunächst bis zum 16. Spieltag einen Platz, der zur Teilnahme an den Aufstiegs-Play-offs berechtigt. Im spanischen Pokal scheiterte Saragossa vor den heimischen Fans im Romareda allerdings in der zweiten Runde im Elfmeterschießen gegen den Ligakonkurrenten aus Granada unter Ex-Trainer Fran Escribá. In der ersten Runde hatte man 5:1 bei CE l’Hospitalet gewonnen. 
Während der Saison 2024/25 wird das alte Romareda stückweise abgerissen und bis zur Fußball-Weltmeisterschaft 2030 an derselben Stelle ein neues, moderneres Stadion errichtet, das Nueva Romareda.

## Titel
- Europapokal der Pokalsieger: 1995
- Messestädte-Pokal: 1964
- Spanischer Pokal: 1964, 1966, 1986, 1994, 2001, 2004
- Spanischer Supercup: 2004

## Trainer
- Domènec Balmanya (1953–1954, 1970–1971)
- Ferdinand Daučík (1966–1967)
- Rafael Iriondo (1971–1972)
- Vujadin Boškov (1978–1979)
- Radomir Antić (1988–1991)
- Víctor Fernández (1991–1996, 2006–2008, 2018–2020, seit 11. März 2024)
- Javier Aguirre (2010–2011)
- Manolo Jiménez (2011–2013)
- Fran Escribá (2022–2023)
- Julio Velázquez (2023–2024)

## Aktueller Kader 2024/25
Stand: 2. März 2025
| Nr. |                         | Position | Name             |
| --- | ----------------------- | -------- | ---------------- |
| 2   | Spanien                 | AB       | Marcos Luna      |
| 3   | Portugal                | AB       | Jair Amador      |
| 4   | Spanien                 | AB       | Dani Tasende     |
| 5   | Spanien                 | AB       | Enrique Clemente |
| 6   | Albanien                | MF       | Keidi Bare       |
| 7   | Spanien                 | ST       | Mario Soberón    |
| 9   | Spanien                 | ST       | Dani Gómez       |
| 10  | Spanien                 | MF       | Raúl Guti        |
| 11  | Bosnien und Herzegowina | ST       | Samed Baždar     |
| 12  | Slowakei                | AB       | Sebastián Kóša   |
| 13  | Frankreich              | TW       | Gaëtan Poussin   |
| 14  | Spanien                 | MF       | Francho Serrano  |

| Nr. |          | Position | Name            |
| --- | -------- | -------- | --------------- |
| 15  | Portugal | AB       | Bernardo Vital  |
| 16  | Honduras | MF       | Kervin Arriaga  |
| 17  | Spanien  | AB       | Carlos Nieto    |
| 19  | Spanien  | AB       | Iván Calero     |
| 20  | Spanien  | ST       | Malcom Adu Ares |
| 21  | Spanien  | MF       | Antonio Moya    |
| 22  | Spanien  | ST       | Alberto Marí    |
| 23  | Spanien  | MF       | Ager Aketxe     |
| 24  | Spanien  | AB       | Lluís López     |
| 25  | Spanien  | TW       | Joan Femenías   |
| 29  | Spanien  | ST       | Pau Sans        |
| 33  | Spanien  | ST       | Adrían Liso     |

## Bekannte ehemalige Spieler
- Roberto Acuña (1997–2002)
- Xavier Aguado (1990–2003)
- Pablo Aimar (2006–2008)
- Santiago Aragón (1992–2003)
- Saturnino Arrúa (1973–1979)
- Roberto Ayala (2007–2010)
- Juan Barbas (1982–1985)
- Alberto Belsué (1988–1998)
- Andreas Brehme (1992–1993)
- Canário (1963–1968)
- Cani (2000–2006, 2016–2017)
- Andoni Cedrún (1984–1996)
- José Luis Chilavert  (1988–1991)
- Joaquín Cortizo (1958–1966)
- Luis Carlos Cuartero (1993–2009)
- Juan Esnáider (1993–1995, 2001)
- Ewerthon (2005–2010)
- Darío Franco (1991–1995)
- Gabi (2007–2011)
- Luciano Galletti (2001–2005)
- Ander Garitano (1996–2002)
- Kily González (1996–1999)
- Paulo Jamelli (1998–2002)
- Paco Jémez (1998–2004)
- Juanele (1999–2004)
- Juanmi (1993–2002)
- Carlos Lapetra (1959–1969)
- Gustavo López (1995–1999)
- Dorin Mateuț (1990–1992)
- Diego Milito (2005–2008)
- Gabriel Milito (2003–2007)
- Savo Milošević (1998–2000, 2002)
- Fernando Morientes (1995–1997)
- Víctor Muñoz (1976–1981)
- Nayim (1992–1997)
- Miguel Pardeza (1985–1986, 1988–1997)
- Leonardo Ponzio (2003–2006, 2009–2012)
- Gustavo Poyet (1990–1997)
- Severino Reija (1959–1969)
- César Sánchez (2005–2008)
- Jesús Garcia Sanjuán (1991–1998)
- Jesús Solana (1991–2000)
- Rubén Sosa (1985–1988)
- Sávio (2003–2006)
- Juan Seminaro (1961–1963)
- Jorge Valdano (1979–1984)
- David Villa (2003–2005)